# Kiss cam

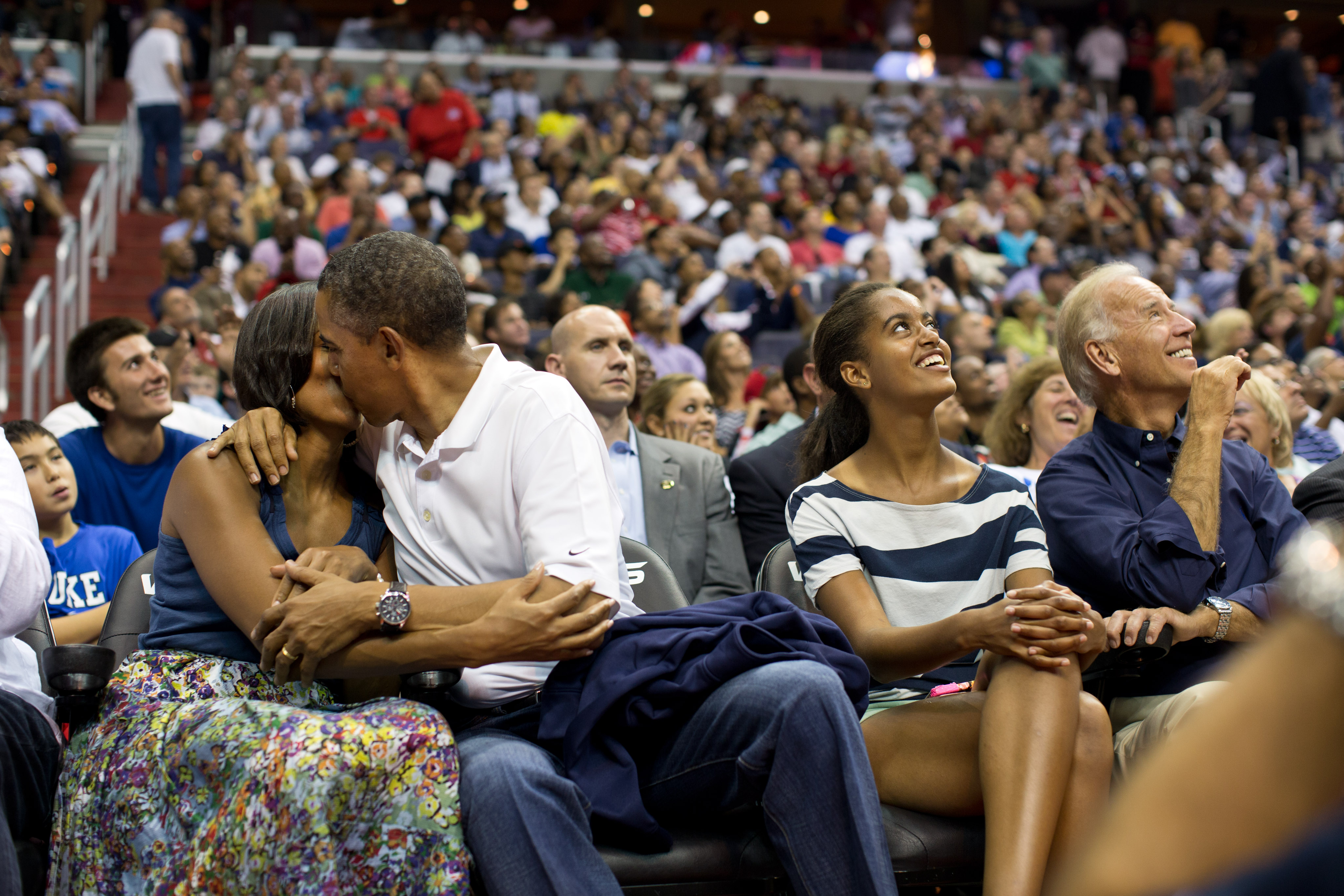
Michelle et Barack Obama lors d'un match de basket-ball opposant la sélection américaine et l'équipe du Brésil, le 16 juillet 2012 à Washington. À droite, leur fille Malia et le vice-président Joe Biden.

Le kiss cam est un baiser devant une caméra, particulièrement populaire aux États-Unis et au Canada lors des événements sportifs ou concerts. 

## Histoire et origine
La tradition du Kiss cam a vu le jour en Californie au début des années 1980, pour combler les temps de jeu calmes dans les matchs de basket-ball  professionnel, en profitant notamment des possibilités offertes par les nouveaux écrans vidéo géants installés dans les stades. 

## Description
Pendant un temps mort (basket-ball, football américain, hockey sur glace...), des images balayant le public sont diffusées sur les écrans géants du stade, puis le cadreur marque un arrêt sur un couple, les invitant à s'embrasser. Encouragé par la foule, un baiser est traditionnellement récompensé par des applaudissements, et des huées en cas de refus. 
Cependant, un refus peut également générer une touche d'humour dans le public si les personnes sélectionnées sont de simples amis, frère et sœur, ou ne se connaissant pas.

## Risques
L'écran du Kiss cam apparaît souvent en simultané à la télévision. Le couple sur lequel les cadreurs du stade se sont concentrés ne souhaite peut-être pas que leur participation ensemble à l'événement soit largement publicisée.
Certains couples, bien qu'ils ne souhaitent pas s'embrasser, se sentent intimidés par la réaction de la foule et se sentent obligés de le faire. Dans d'autres cas, il se peut que le couple ne se remarque pas à l'écran, et l'inaction qui en résulte peut être humoristique ou embarrassante.
La caméra peut aussi filmer par hasard un couple qui s'embrasse et s'arrêter sur l'image, montrant parfois un couple d'amants dont la liaison est ainsi révélée.
Les couples gays et lesbiens peuvent se sentir exclus de la routine de Kiss Cam ou, s'ils sont inclus, peuvent se sentir sujets à des expressions homophobes de désapprobation de la part du public assistant à la scène. Un tel examen public peut être très embarrassant pour un couple ou les deux, qui peuvent ne pas être à l'aise avec des manifestations publiques de ce niveau.
La première réaction positive d'un couple homosexuel filmé par la caméra s'est produite à AT&T Park à San Francisco en août 2011. Le 2 mai 2015, un couple homosexuel a été applaudi après s'être embrassé sur la caméra du Dodger Stadium.
En juillet 2025, une vidéo diffusée en direct sur l'écran de la scène d'un concert de Coldplay au Gillette Stadium près de Boston (Massachusetts), surprend Andy Byron (PDG d'Astronomer (en)) en train d'enlacer sa collaboratrice Kristin Cabot, DRH de l'entreprise. Les deux amants, tous deux mariés, tentent en vain de se cacher de cette relation adultère,, . Cette vidéo devient particulièrement virale sur les réseaux sociaux se transformant en mème Internet où elle est notamment moquée, détournée, parodiée et pastichée,,. Suite à cette séquence, Astronomer (en) annonce la suspension de Kristin Cabot et d'Andy Byron, avant que ce dernier présente sa démission au conseil d'administration de l'entreprise, qui l'a acceptée. Quelques jours plus tard, Kristin Cabot a également présenté sa démission,.

## Dans la culture populaire
Dans The Tonight Show with Conan O'Brien,  celui-ci a parodié le Kiss Cam dans des sketches, se concentrant sur des couples improbables, comme un chasseur et un ours.
Le groupe canadien The Arkells a sorti une chanson intitulée « Kiss Cam » en juillet 2011.
Le Grand Khali, un catcheur indien, a proposé dans ses apparitions de régulièrement  embrasser une femme supposée membre du public. Il a été précédé en cela par le catcheur américain Rick Rude, qui embrassait systématiquement une femme choisie dans la foule après ses victoires.
Dans Family Portrait, l'épisode final de la première saison de la comédie télévisée américaine Modern Family, Phil est pris sur une caméra et feint d'embrasser Gloria, sa belle-mère par alliance.